# Domenico da Cese
Domenico da Cese OFMCap, auch Domenico von Cese, (* 27. März 1905 in Cese dei Marsi, Italien als Emidio Petracca; † 17. September 1978 in Turin) war ein Ordenspriester der Kapuziner in Manoppello. 

## Leben
Emidio Petracca wurde in dem kleinen Ort Cese in den italienischen Abruzzen nahe Avezzano geboren. Er war eines von sechs Kindern des Bauern Giovanni Petracca, der für etwa zwei Jahre nach Lateinamerika auswanderte, um dort Geld zu verdienen, und der Caterina geb. Tucceri. Am 13. Januar 1915, im Alter von neun Jahren, erlebte er ein Erdbeben, das die Gegend um Avezzano mit einer Stärke von 7,0 erschütterte. Über 30.000 Menschen fanden durch das Erdbeben den Tod, über 15 Dörfer in der Gegend wurden vollständig zerstört. Der junge Emidio wurde zusammen mit seinem Vater in der Dorfkirche verschüttet, als sie gerade in der Frühmesse waren. Ein ihm unbekannter Mann habe Emidio und seinen Vater aus den Trümmern der Kirche gerettet.
1921 trat Emidio Petracca bei den Kapuzinern in Avezzano ein und erhielt den Ordensnamen Domenico (der Tradition der italienischen Kapuziner zufolge wird den Namen der Ordensbrüder zur Unterscheidung von anderen Brüdern dieses Namens jeweils der Name des Geburtsortes hinzugefügt, daher der Zusatz da Cese). 1928 legte er die ewige Profess ab und wurde 1931 in Sulmona zum Priester geweiht. Die folgenden Jahrzehnte verbrachte er in den Konventen von Sulmona, L’Aquila, Avezzano, Luco dei Marsi, Trasacco, Campli und Caramanico. Im Oktober 1964 besuchte er Manoppello, wo ein Schleiertuch mit dem Heiligen Antlitz aufbewahrt wird. Als er das Antlitz zum ersten Mal erblickte, habe er darin jenen Mann wiedererkannt, der ihn 1915 aus den Trümmern der Kirche gerettet habe. 1965 wurde Pater Domenico dann von seinen Oberen in den Konvent von Manoppello versetzt, später wurde er dort Guardian. Ein freundschaftliches Verhältnis verband Pater Domenico seit 1941 mit Pio von Pietrelcina, einem Ordensbruder.
Am 11. September 1978 pilgerte Pater Domenico zum Turiner Grabtuch, das seinerzeit erstmals seit 45 Jahren wieder öffentlich ausgestellt wurde. Nach dem Besuch des Grabtuches wurde er am Abend des 12. September auf seinem Heimweg zum Hotel von einem jungen Mann mit dem Auto angefahren. Am 17. September starb Pater Domenico an den Folgen dieses Verkehrsunfalls in einem Turiner Krankenhaus, nachdem er den Fahrer des Wagens noch getröstet hatte. Sein Grab befindet sich auf dem Friedhof seines Heimatortes Cese, das heute in Avezzano eingemeindet ist. Die Stadtverwaltung von Avezzano ließ 2008 eine Gedenkplatte an seinem Geburtshaus in Cese anbringen.

## Schleier von Manoppello
Pater Domenico war von 1965 bis 1978 Rektor des Heiligtums des Heiligen Antlitzes in Manoppello, wo ein Christusbildnis, der „Schleier von Manoppello“ (Volto Santo), aufbewahrt und verehrt wird. Für den Eucharistischen Kongress 1977 im italienischen Pescara organisierte Pater Domenico eine Ausstellung mit Fotografien des Volto Santo. Der Journalist Renzo Allegri, der die Ausstellung besucht hatte, veröffentlichte im September 1978, wenige Tage nach Pater Domenicos Tod, einen Artikel über das Antlitz von Manoppello in der italienischen Wochenzeitschrift Gente. Zwei Monate später erschien die deutsche Übersetzung des Artikels in der Zeitschrift Das Zeichen Mariens. Diese in der Schweiz von 1968 bis 1994 erschienene Monatsschrift (Selbstbezeichnung: Internationales katholisches Informationsorgan zur Wahrung und Förderung guter Tradition und echter Mystik) gilt als Publikationsorgan der sich seinerzeit so nennenden Katholischen Traditionalistenbewegung (KTB). Nach David Neuhold war Das Zeichen Mariens ein Phänomen der ersten Rezeptionsphase des Zweiten Vatikanischen Konzils. Paul Otto Schenker, der die deutsche Übersetzung des Artikels von Allegri besorgte, war Herausgeber der Zeitschrift (Immaculata-Verlag).

## Seligsprechungsprozess
Anfang 2009 initiierte der Erzbischof von Chieti, Bruno Forte, den Beginn eines Seligsprechungsverfahrens für Pater Domenico, das am 27. Juli 2013 eröffnet wurde. Am 3. März 2015 teilte die Kongregation für die Selig- und Heiligsprechungsprozesse nach abgeschlossenen diözesanen Verfahren in Turin und Chieti mit, dass der Eröffnung des Seligsprechungsprozesses am Heiligen Stuhl nichts entgegenstehe (Nihil obstat). Im März 2016 wurde Pater Domenico nach Zuerkennung des heroischen Tugendgrades zum ehrwürdigen Diener Gottes erhoben.